# Малая голубая цапля
Ма́лая голуба́я ца́пля (лат. Egretta caerulea) — вид птиц из рода белые цапли.

## Описание
Этих тёмно-серых цапель можно встретить около стоячих водоёмов в тропиках и субтропиках Америки. В Андах их наблюдали на высоте 2500-3000 м, единичные особи поднимаются на высоту до 3750 м. Питаются насекомыми и другими членистоногими. Корм добывают на мелководье или земле. Гнездятся многочисленными колониями, насчитывающими сотни гнезд, на земле, в кустах или на низких деревьях.
Размах крыльев — 60 см, масса — 325 г. Окраска в основном тёмно-синяя, ноги светлые.

## Галерея

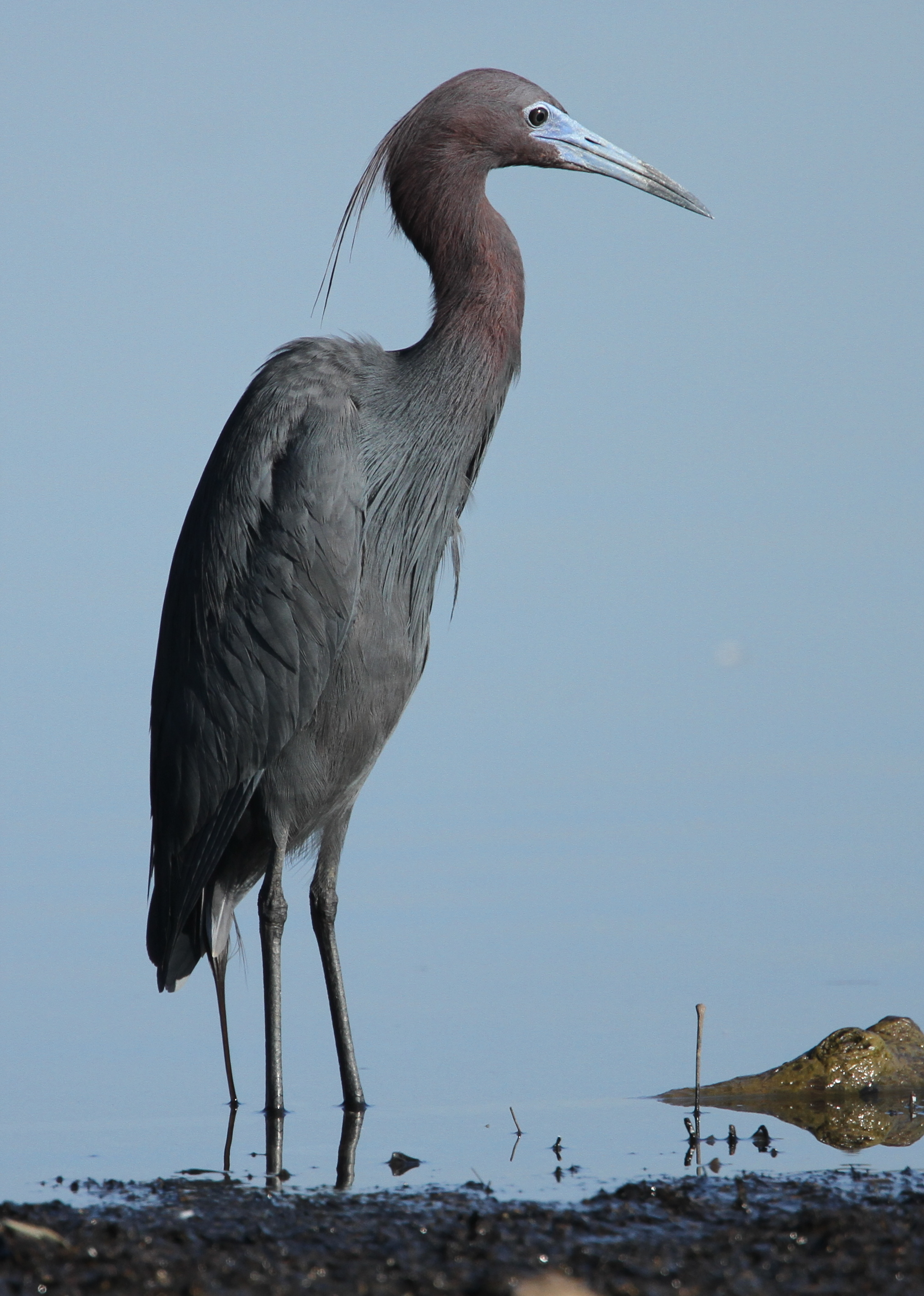
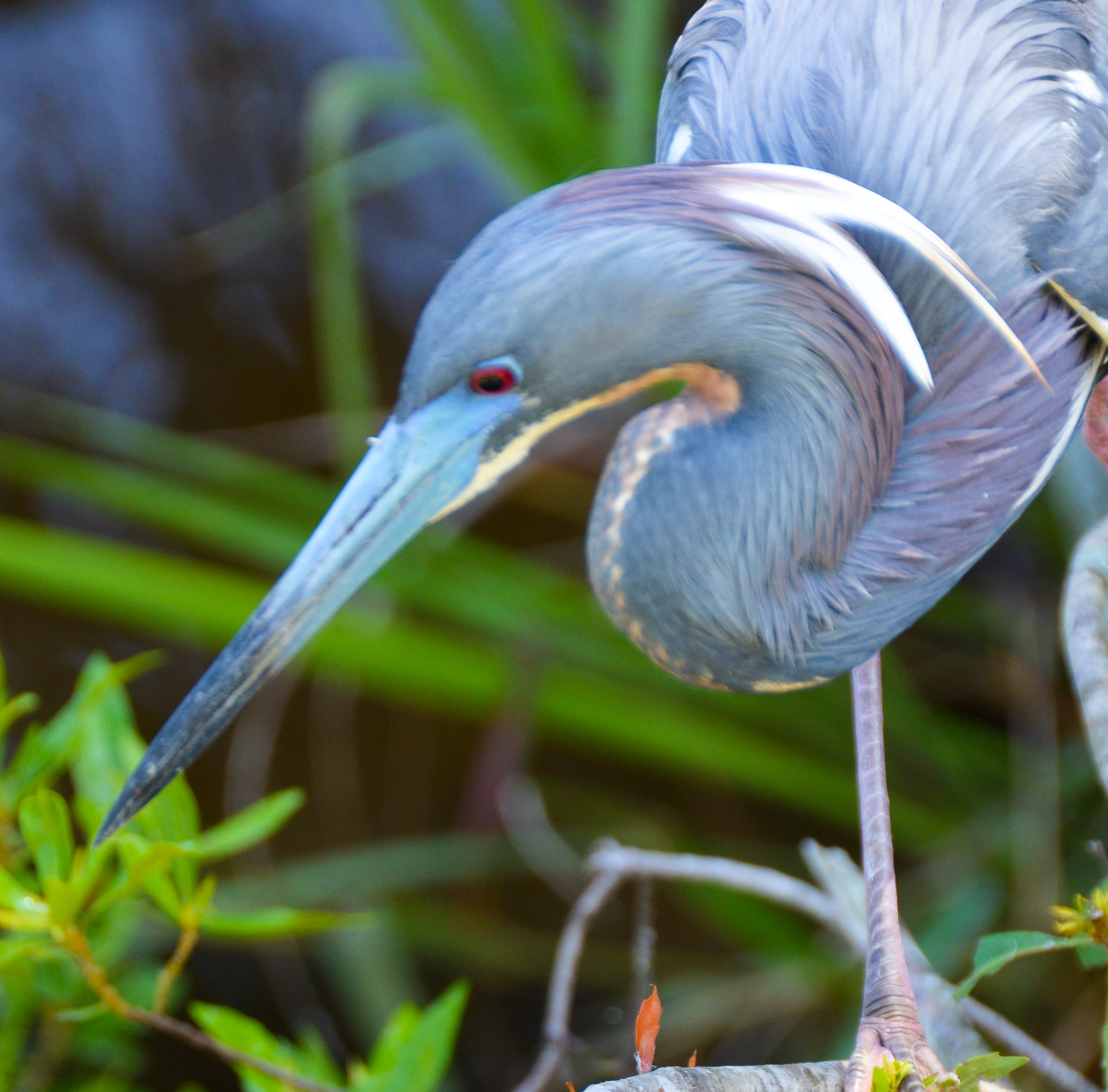
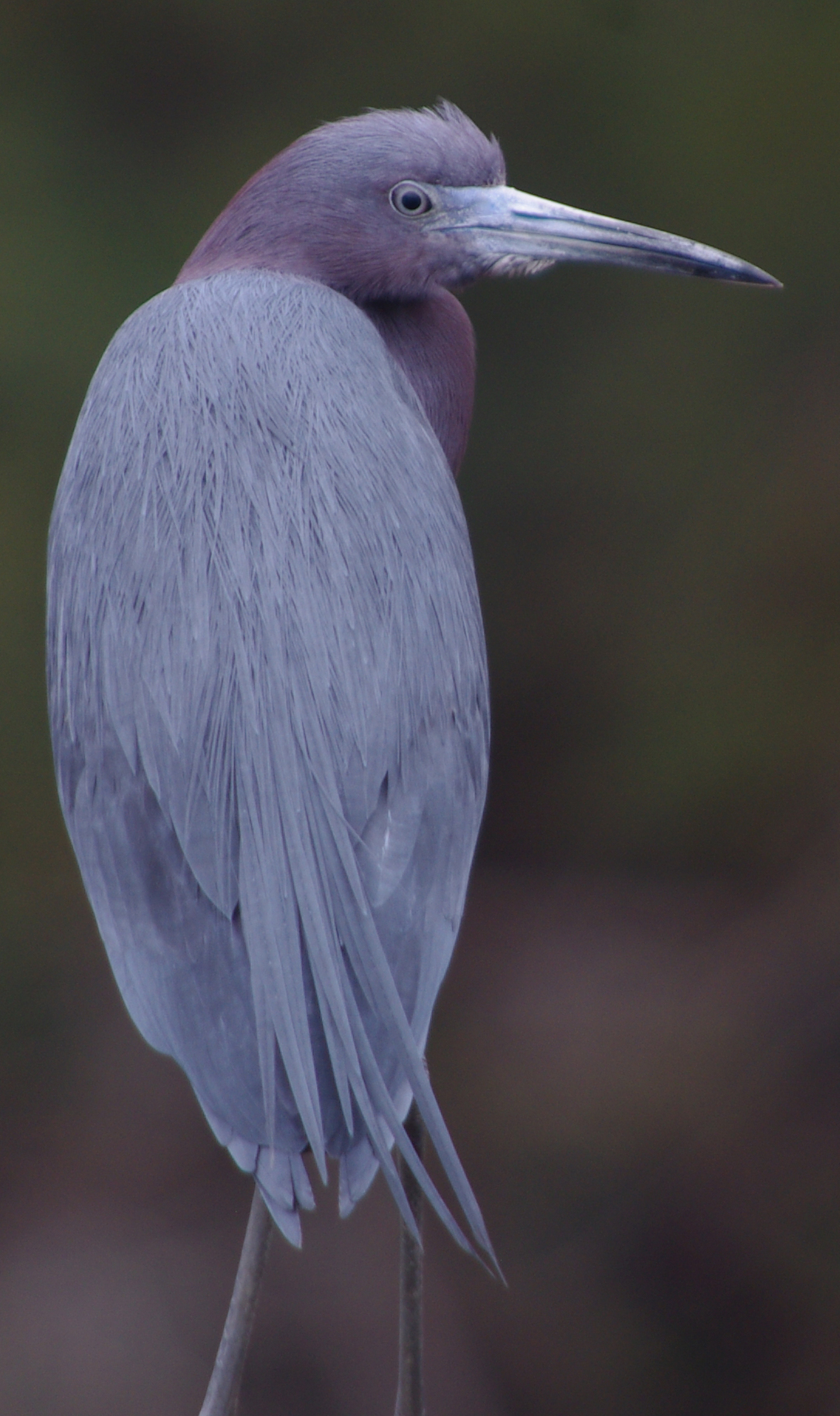
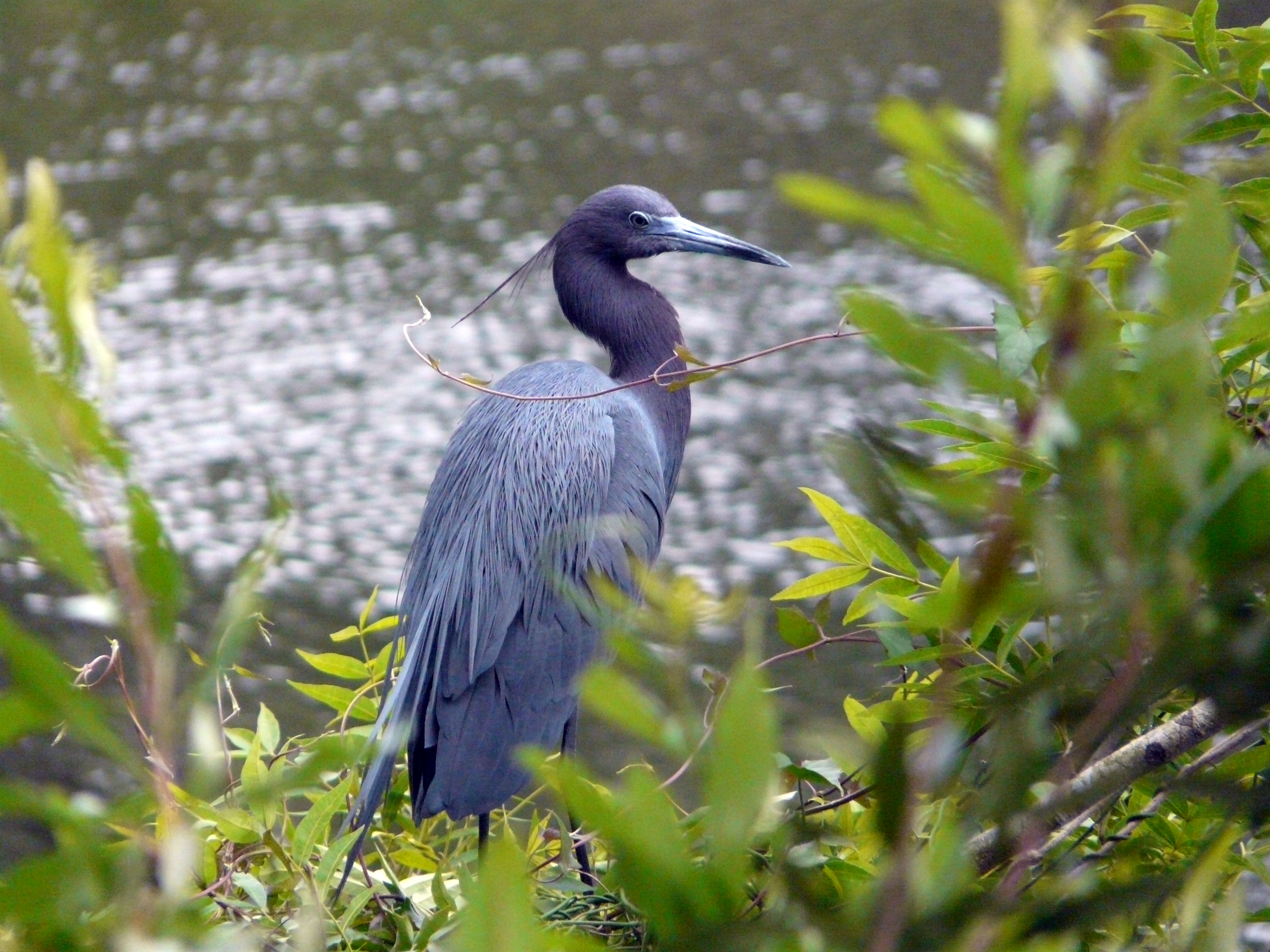
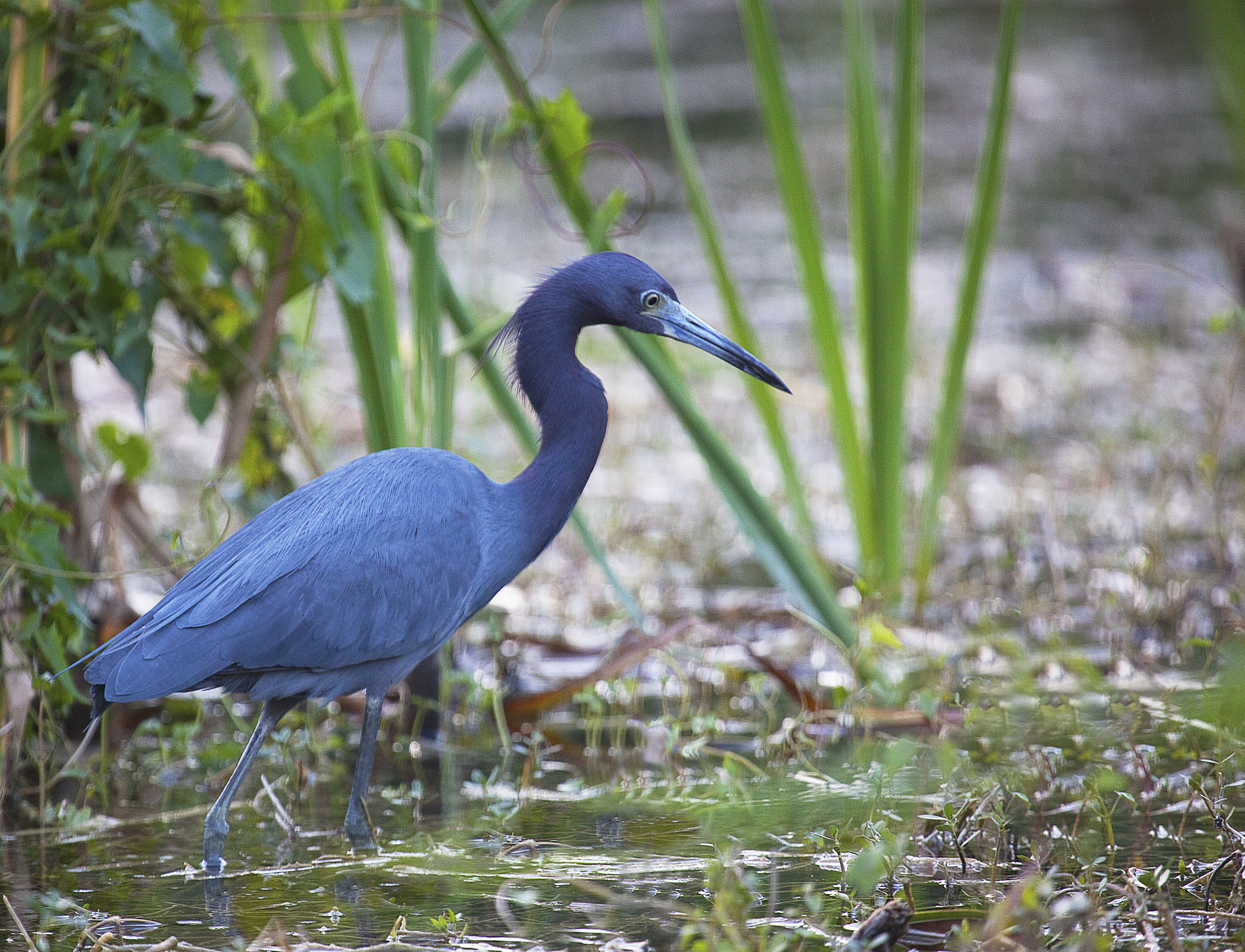
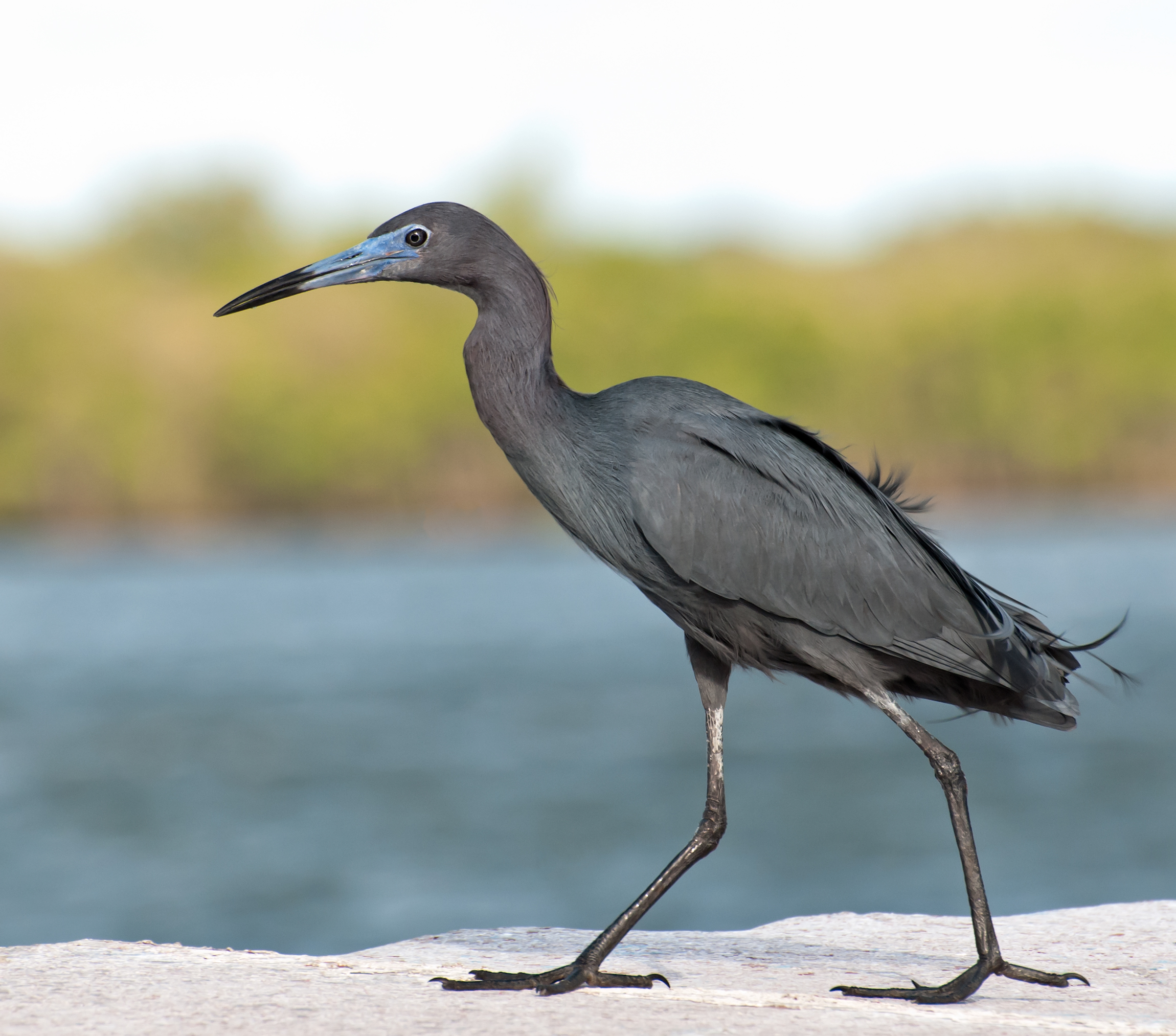
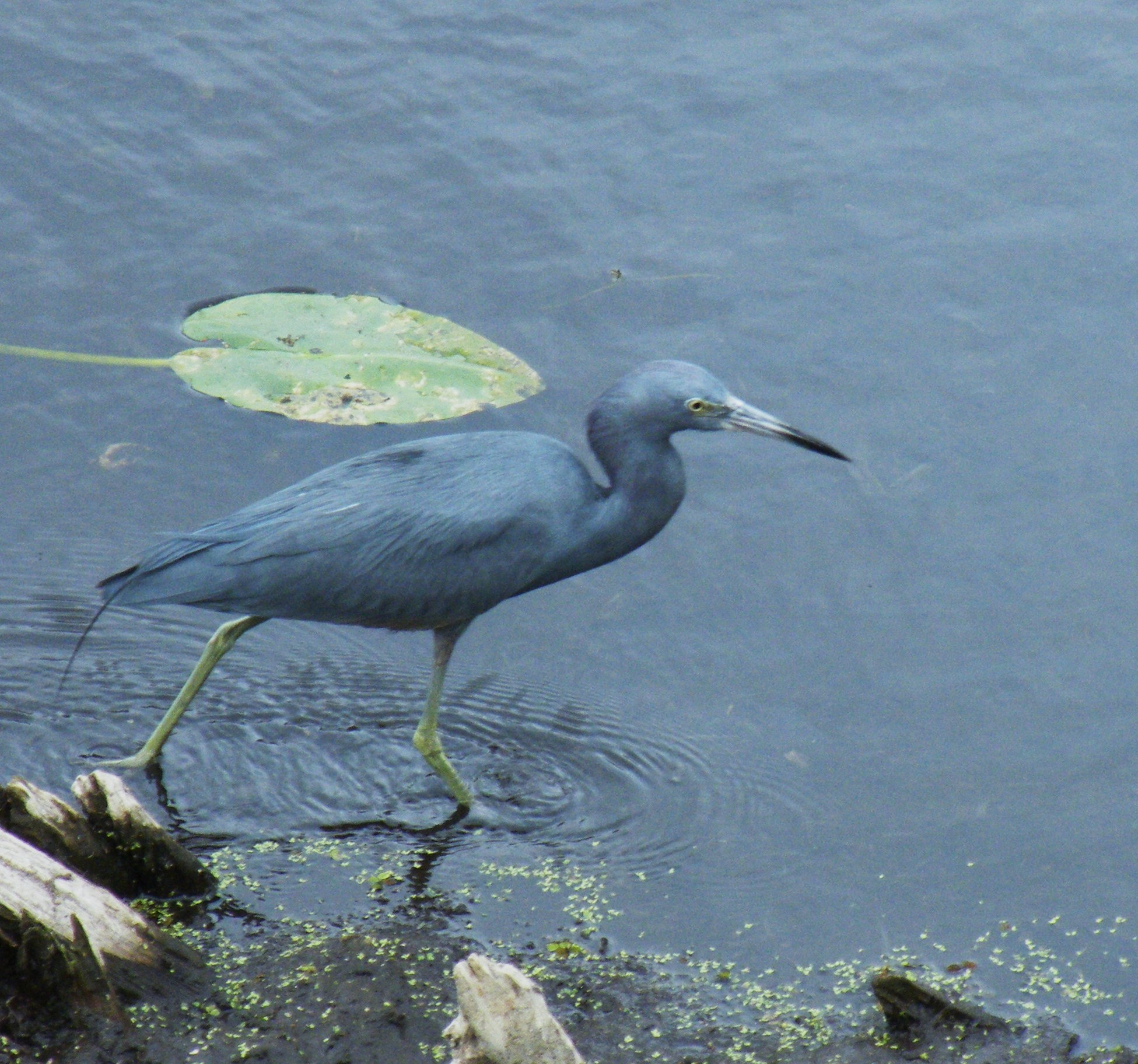
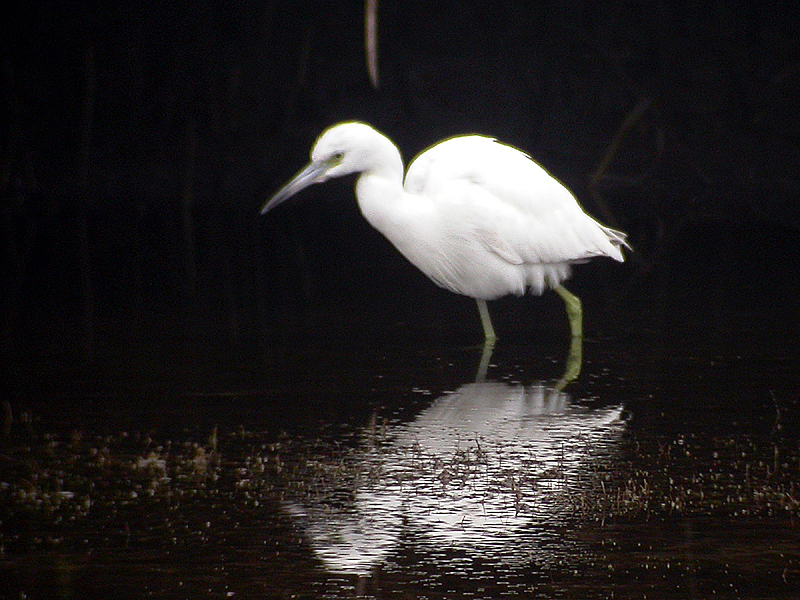
Неполовозрелая особь в зимнем наряде